# EC Primeiro de Maio
Estrela Clube Primeiro de Maio – angolski klub piłkarski z siedzibą w mieście Benguela. Zespół jest 2-krotnym mistrzem Angoli.

## Sukcesy
- Mistrzostwo Angoli (2 razy): 1983, 1985
- Puchar Angoli (3 razy): 1982, 1983, 2007
- Superpuchar Angoli (1 raz): 1985

## Stadion
Klub rozgrywa swoje mecze na Estádio Municipal de Benguela, który pomieścić może 4000 widzów.